# 点击劫持
点击劫持（clickjacking）是一种在网页中将恶意代码等隐藏在看似无害的内容（如按钮）之下，并诱使用户点击的手段。该术语最早由雷米亚·格罗斯曼（Jeremiah Grossman）与罗伯特·汉森（Robert Hansen）于2008年提出。这种行为又被称为界面伪装（UI redressing）。
点击劫持可以被看成是责任混淆问题（confused deputy problem）的一个实例。
举例来说，如用户收到一封包含一段视频的电子邮件，但其中的“播放”按钮并不会真正播放视频，而是链入一购物网站。这样当用户试图“播放视频”时，实际是被诱骗而进入了一个购物网站。
通过在客户端安装NoScript或NoClickjack扩展等手段可以防止点击劫持的发生。